# Edier Tello
Edier Tello (Cértegui, Chocó, Colombia; 2 de marzo de 1990) es un futbolista colombiano. Juega en la posición de delantero extremo.

## Trayectoria

### Primer paso en Millonarios
Tello llegó a Millonarios desde el 2007. Ha jugado en los diferentes equipos de las divisiones inferiores del club bogotano. Hizo parte de la nómina que consiguió el título en el Torneo de la Primera C del 2008.
Su debut como profesional lo hizo en los partidos de pretemporada que Millonarios realizó en Ecuador en el mes de enero de 2009 frente a Liga Deportiva Universitaria de Portoviejo y Barcelona de Guayaquil.
Su debut en la Primera A fue el 2 de mayo de 2009 cuando ingresó al minuto 56 por Leonardo Castro el juego contra Independiente Medellín en cumplimiento de la fecha 15 del Torneo Apertura 2009. Ha jugado en varios partidos de la Copa Colombia 2009 y Copa Colombia 2010. En el segundo semestre de 2010 ha iniciado varios partidos en el equipo titular como en el juego que el club azul ganó 4-0 al Real Cartagena en Bogotá en octubre de 2010.
Sale del club con 32 partidos y convirtió 1 gol.
16 partidos de Liga 1 gol, 16 partidos de Copa Colombia no convirtió ningún gol.

### Academia
A inicios de 2011 es prestado a Academia Fútbol Club. Hace su debut en el partido que el club bogotano empata 1-1 contra Expreso Rojo por la segunda fecha del torneo. En el equipo mandarina juega toda la temporada. 

### Depor
A inicios de 2012 es prestado al Depor de Cali, debutando en un partido que el equipo caleño pierde 1-2 contra el Atlético Bucaramanga. Tello hace su primer gol ese día. En este equipo se mantiene un par de temporadas. 

### América
A inicios de 2014 es cedido en préstamo al América de Cali. Llegó como uno de los refuerzos que el equipo caleño esperaba para conseguir el tan anhelado ascenso a la Categoría Primera A.

### Segundo paso en Millonarios
En el inicio del año 2015 regresa a Millonarios. Hace la pretemporada y es dejado en la nómina por el técnico Ricardo Lunari para afrontar la temporada. donde durante todo el año apenas juega 12 partidos sin lograr anotar gol.

### Jaguares
Para el 2016 llega como refuerzo a Jaguares de Córdoba. Su primer gol lo marcaría el 28 de abril en la victoria 2-1 sobre Independiente Santa Fe.

### Deportivo JBL del Zulia
Para el 2018 llega como refuerzo a Deportivo JBL del Zulia.

## Clubes
| País        | Club                | Temporadas    |
| ----------- | ------------------- | ------------- |
| Colombia    | Millonarios         | 2009 - 2010   |
| Colombia    | Academia Compensar  | 2011          |
| Colombia    | Depor Aguablanca    | 2012 - 2013   |
| Colombia    | América de Cali     | 2014          |
| Colombia    | Millonarios         | 2015          |
| Colombia    | Jaguares de Córdoba | 2016          |
| Venezuela   | Deportivo JBL       | 2018          |
| El Salvador | Firpo               | 2018-2019     |
| El Salvador | Ilopaneco           | 2019-2021     |
| El Salvador | San Vicente FC      | 2022-presente |

## Estadísticas
| Club                   | Div   | Temporada | Liga  | Liga  | Copa Nacional | Copa Nacional | Copa Internacional | Copa Internacional | Total | Total |
| Club                   | Div   | Temporada | Part. | Goles | Part.         | Goles         | Part.              | Goles              | Part. | Goles |
| ---------------------- | ----- | --------- | ----- | ----- | ------------- | ------------- | ------------------ | ------------------ | ----- | ----- |
| Millonarios · Colombia | 1ª    | 2009      | 7     | 0     | 8             | 0             | -                  | -                  | 15    | 0     |
| Millonarios · Colombia | 1ª    | 2010      | 9     | 1     | 7             | 0             | -                  | -                  | 16    | 1     |
| Millonarios · Colombia | 1ª    | 2015      | 7     | 0     | 5             | 0             | -                  | -                  | 12    | 0     |
| Millonarios · Colombia | Total | Total     | 23    | 1     | 20            | 0             | 0                  | 0                  | 43    | 1     |